# Епархия Сан-Роке-де-Пресиденсиа-Роке-Саэнс-Пенья
Епархия Сан-Роке-де-Пресиденсиа-Роке-Саэнс-Пенья (лат. Dioecesis Sancti Rochi) — епархия Римско-Католической церкви с центром в городе Пресиденсиа-Роке-Саэнс-Пенья, Аргентина. Епархия Сан-Роке-де-Пресиденсиа-Роке-Саэнс-Пенья входит в митрополию Ресистенсии. Кафедральным собором епархии Сан-Роке-де-Пресиденсиа-Роке-Саэнс-Пенья является церковь святого Роха.

## История
12 августа 1963 года Папа Римский Павел VI выпустил буллу «Supremum Ecclesiae», которой учредил епархию Сан-Роке, выделив её из епархии Ресистенсии (сегодня — архиепархия). Первоначально епархия Сан-Роке являлась суффраганной по отношению к архиепархии Корриентеса.
28 февраля 1984 года епархия Сан-Роке стала частью церковной провинции Ресистенсии.
28 февраля 1992 года епархия получила своё нынешнее название.

## Ординарии епархии
- епископ Ítalo Severino Di Stéfano (12.08.1963 — 8.11.1980), назначен архиепископом Сан-Хуана-де-Куйо;
- епископ Abelardo Francisco Silva (28.10.1981 — 31.03.1994), назначен вспомогательным епископом Сан-Мигеля;
- епископ José Lorenzo Sartori (27.08.1994 — 22.04.2008);
- епископ Hugo Nicolás Barbaro (с 22 апреля 2008 года).

## Источник
- Annuario Pontificio, Libreria Editrice Vaticana, Città del Vaticano, 2003, ISBN 88-209-7422-3